# Carlos Vielmann
Carlos Roberto Vielmann Montes (Ciudad de Guatemala, 6 de noviembre de 1955) es un ingeniero y político guatemalteco, que ejerció como Ministro de Gobernación entre 2004 y 2007 en el gobierno de Óscar Berger. Goza de doble nacionalidad guatemalteca y española, ya que sus abuelos fueron españoles, habiendo obtenido la segunda en 2009. Es hermano, por parte de padre, del exvicepresidente de Guatemala, Rafael Espada.

## Carrera política
En el año 2004 se integró al gobierno de Óscar Berger, durante su mandato como ministro se produjeron distintos asesinatos en las que estuvieron involucrados miembros de la policía guatemalteca. De ellos, estuvieron bajo investigación judicial cuatro casos: la muerte de once campesinos en 2004 durante el desalojo de los mismos de la finca Nueva Linda; la ejecución de tres presos fugados de la cárcel «El Infiernito» y la de siete detenidos capturados por la policía en el asalto y recuperación de la Granja de Rehabilitación Pavón, así como la muerte de tres diputados de El Salvador y un piloto.

### Casos penales
De esos casos Vielmann fue acusado por la fiscalía en 2: la de los siete detenidos de la cárcel de Pavón y la de los 3 detenidos en la Cárcel Infiernito.
El Ministerio Público de acuerdo a la investigación de la Comisión Internacional Contra la Impunidad en Guatemala (CICIG), organización de Naciones Unidas dirigida por Francisco Dall'Anese, solicitó en agosto de 2010 la detención de Vielmann a raíz de los informes de la misma y del relator especial de Naciones Unidas, Philip Alston. 
Fue acusado del asesinato de los siete reos de la Granja Modelo de Rehabilitación Pavón el 25 de septiembre de 2006, junto con el director del Sistema Penitenciario y posterior presidente de Guatemala, Alejandro Giammattei y el subdirector de Investigación Criminal Javier Figueroa. En ese momento la CICIG indicó:

Las personas señaladas integraban parte de una organización criminal conformada desde el Ministerio de Gobernación y la Policía Nacional Civil desde 2004 y estaban dedicadas a ejecuciones extrajudiciales. Esta estructura prosiguió con una actividad criminal continuada de asesinatos, tráfico de drogas, lavado de dinero, secuestros, extorsiones y robos de droga, entre otros.

Para Philip Alston, las actividades de la División de Investigación Criminal de la Policía Nacional Civil durante el mandato de Vielmann fueron operaciones de limpieza social contra pandilleros, reclusos en penales, prostitutas y ocupantes de fincas, lo que a su juicio «llegó a constituir una política oficialmente sancionada, algo más que simples actos individuales de algunos oficiales corruptos». Sin embargo lo que sucedió, de acuerdo a la versión oficial, fue que varios detenidos de esta cárcel se fugaron durante esos días y la Fiscalía junto a la Policía Nacional Civil emprendieron un plan para recuperar y localizar a los reos fugados, al momento de encontrarlos estos respondieron a la policía con ataques con armas de fuero y como resultado del intercambio de disparos fallecieron los reos que habían huido. De acuerdo a la fiscalía, los miembros de la policía tenían la orden de ejecutar a los recapturados bajo órdenes superiores, involucrando a Vielmann y otros funcionarios.

#### Captura
Vielmann se trasladó a Barcelona a la graduación de sus hijos, luego a su residencia de Madrid poco antes de que la justicia guatemalteca dictara el 12 de octubre de 2010 una orden de arresto. Fue detenido en Madrid por orden de la Audiencia Nacional el 13 de octubre de 2010 por la ejecución judicial de los siete presos de la Granja Pavón y de tres de la Cárcel el Infiernito e ingresó en prisión, el 23 de noviembre fue liberado condicionalmente debido a que la fiscalía de Guatemala no presentó los documentos necesarios para su extradición. A raíz que había solicitado su nacionalidad española en abril de 2009, la fiscalía española realizó una acusación propia, por ser un nacional de ese país, a raíz de eso el proceso se llevó a cabo en España y desde Guatemala fueron trasladadas las pruebas.

#### Juicio
El 10 de enero de 2017 el juicio inició y la fiscalía solicitó una pena total de 126 años al acusarlo, entre otras cosas, de «la creación de una estructura criminal clandestina, compuesta por miembros de los cuerpos de seguridad para ejecutar reos», la defensa por su parte aseguró que todo se trataba de un «amaño» de la CICIG y de manipulación de testigos, que se contradijeron en todo el juicio.
En marzo de 2017, Vielmann fue absuelto de los cargos de delitos de asesinato y de lesa humanidad por la muerte de reos en la Granja Pavón y El Infiernito. En julio de 2018 el Tribunal Supremo confirmó la sentencia.

### Regreso a Guatemala
Ya absuelto por los casos en España decidió regresar a Guatemala en abril de 2017. Sin embargo, en octubre de 2018 fue capturado por la Policía a raíz de la investigación realizada por el Ministerio Público, a través de la FECI liderada por Juan Francisco Sandoval y la Comisión Internacional Contra la Impunidad en Guatemala por un caso similar al que ya había sido juzgado en España, la fiscalía argumentó que se debía a la muerte de otros reos en los mismos planes que había presentado ante la justicia española. Vielmann alegó que se trataba de doble persecución y de una de las últimas acciones de la CICIG ante el anuncio de Jimmy Morales de no renovar el mandato que vencía el siguiente año. Aun así fue ligado al proceso por el delito de tortura de unos reos fugados en el Infiernito y liberado condicionalmente en 2019, en agosto de 2023 la juez a su cargo dictó sobreseimiento a su favor debido a que no le presentaron las pruebas suficientes en contra de él.